# Isaak Menaker
Isaak Menaker (russisk: Исаа́к Миха́йлович Мена́кер) (født 17. januar 1905 i Sankt Petersborg i det Russiske Kejserrige, død 12. april 1978 i Leningrad i Sovjetunionen) var en sovjetisk filminstruktør.

## Filmografi
- Devotjka i krokodil (Девочка и крокодил, 1956)[2][3]